# پرتره سادرلند از وینستون چرچیل

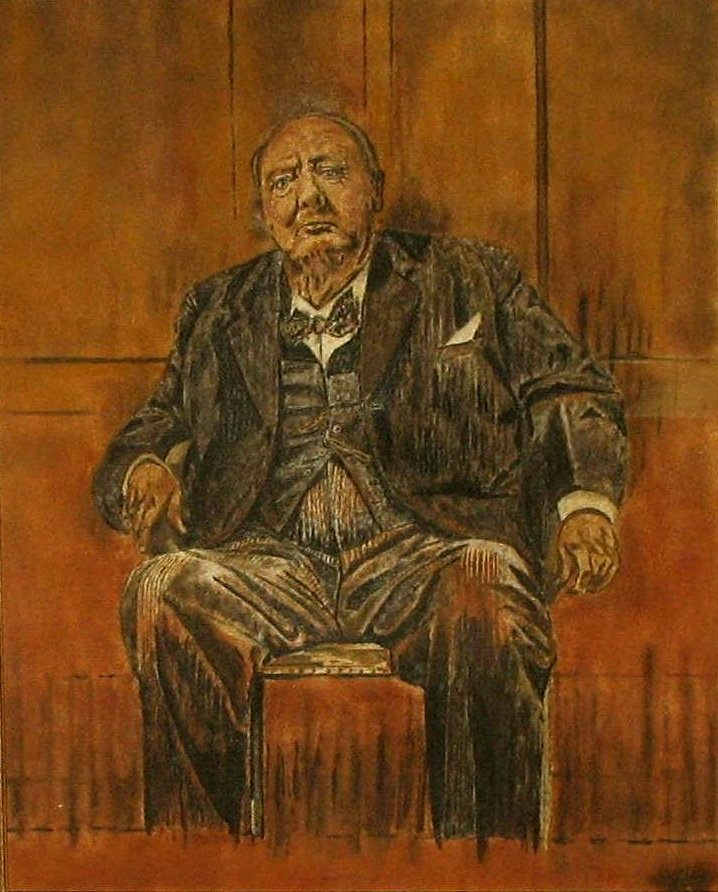
Sand Painting of Sir Winston Churchill.jpg

پرتره سادرلند از وینستون چرچیل پرتره‌ای است تمام‌قد که وینستون چرچیل  در ۱۹۵۴ از گراهام سادرلندکشیده‌است. هزینه ی آبروی سادرلند ۱۰۰۰ گینه بود که با مبالغ اهدایی اعضای مجلس عوام و مجلس اعیان بریتانیا تأمین شد. این نقاشی از سوی هردو مجلس پارلمان در مراسمی عمومی در کاخ وست‌مینستر که به مناسبت ۸۰ سالگی چرچیل در ۳۰ نوامبر ۱۹۵۴ برگزار شد، به او اهدا شد.
چرچیل از این پرتره تنفر داشت. پس از نمایش عمومی، تابلو را به خانه روستایی‌اش در چارت‌ول برد اما هیچ‌گاه آن را در معرض دید قرار نداد. پس از مرگ خانم چرچیل در ۱۹۷۷، معلوم شد که او چند ماه پس از تحویل گرفتن نقاشی آن را از بین برده‌است.
بسیاری از مفسران از نابودی این اثر هنری خشمگین بودند و سادرلند آن را به عنوان عملی خرابکارانه محکوم کرد. برخی نیز به حق چرچیل برای انتخاب رفتار با مایملک‌اش اشاره کردند.
در طول رخ‌دادهای سریال تاج (نت‌فلیکس)، قسمت نهم این سریال به خلق، پرده‌برداری و ازبین‌رفتن این نقاشی می‌پردازد.